# SN 2007to
SN 2007to – supernowa typu Ia odkryta 10 października 2007 roku w galaktyce A022942-0902. Jej jasność pozostaje nieznana.